# Theridula puebla
Theridula puebla is een spinnensoort in de taxonomische indeling van de kogelspinnen (Theridiidae).
Het dier behoort tot het geslacht Theridula. De wetenschappelijke naam van de soort werd voor het eerst geldig gepubliceerd in 1954 door Herbert Walter Levi.